# Medinilla alternifolia
Medinilla alternifolia är en tvåhjärtbladig växtart som beskrevs av Carl Ludwig von Blume. Medinilla alternifolia ingår i släktet Medinilla och familjen Melastomataceae. Inga underarter finns listade i Catalogue of Life.